# Skyspace Lech

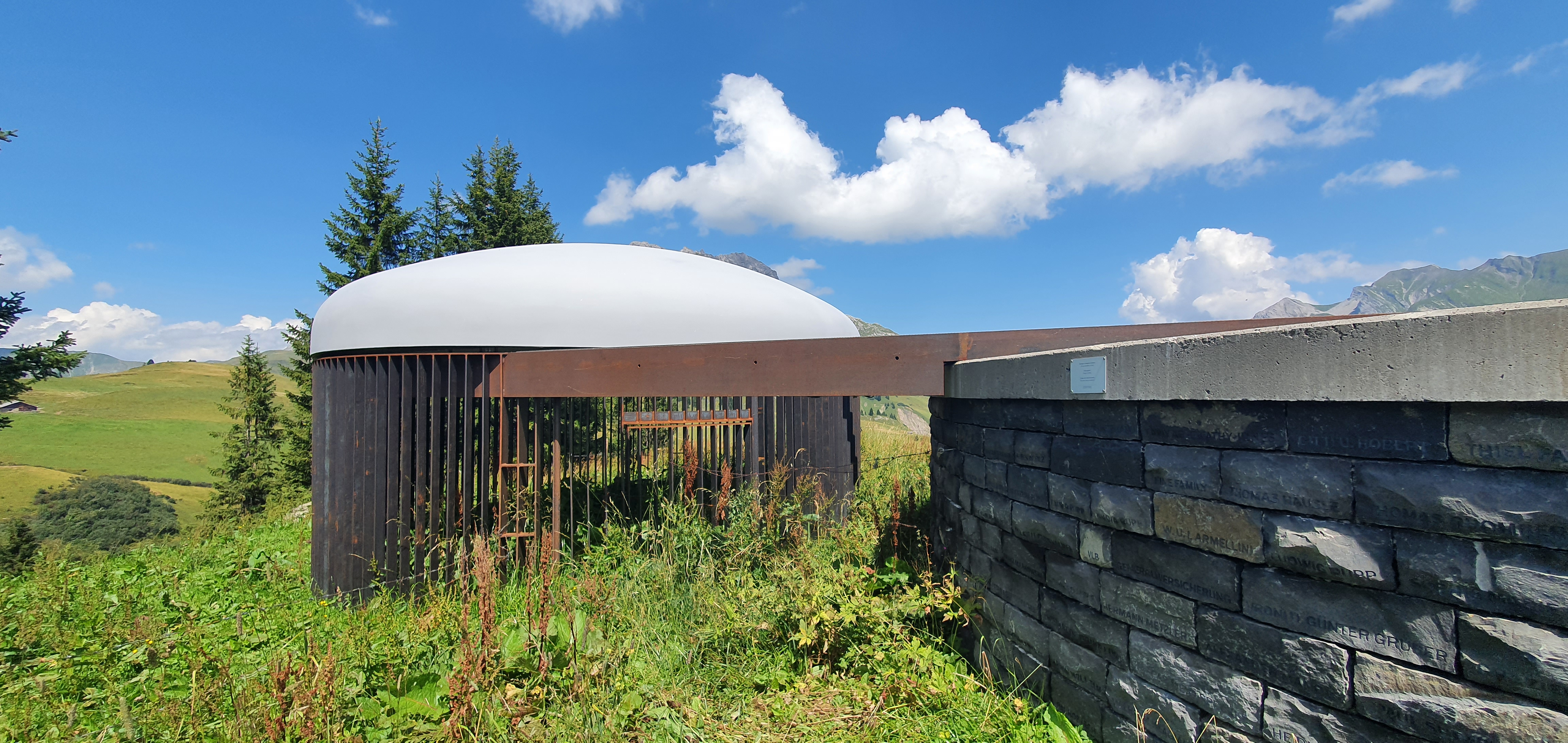
De Skyspace Lech

De Skyspace Lech is een kunstinstallatie van James Turrell in Tannegg/Oberlech in Vorarlberg (Oostenrijk). Het werd in september 2018 geopend.

## Locatie
De Skyspace Lech bevindt zich in Vorarlberg, de meest westelijke deelstaat van Oostenrijk. Het ligt op 1.780 m hoogte, op loopafstand van Oberlech aan de Alpe Tannegg, boven het bergstation van de gondel Schloßkopfbahn.

## De skyspace

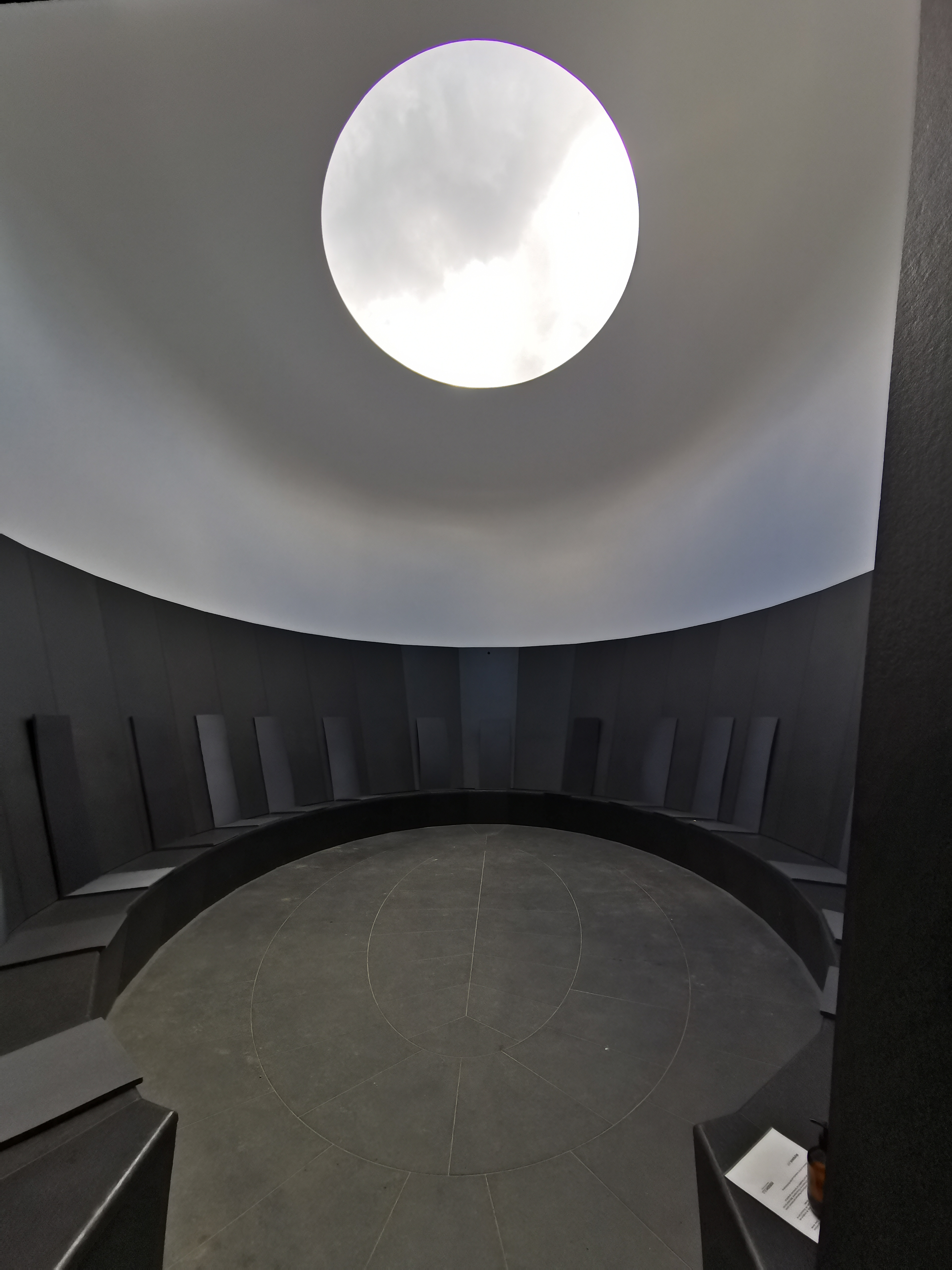
Sensing room

De Amerikaanse lichtkunstenaar James Turrell is de oorspronkelijke ontwerper van de "skyspace". Een skyspace is een afgesloten ruimte die open staat naar de hemel door een groot gat in het plafond of de koepel. Het integreert zich naadloos in het landschap. Skyspaces zijn meestal groot genoeg voor ongeveer 15 personen.
De Skyspace Lech is grotendeels ondergronds. Een 15 m lange tunnel geeft toegang tot de ovale hoofdruimte "Sensing room", die 6 m bij 9 m meet. Deze is 5,20 m hoog en voorzien van een bank. Het biedt plaats aan zo'n 30 bezoekers. De ovale opening in het plafond heeft een dynamische koepel die kan worden verplaatst en zorgt voor verschillende waarnemingseffecten, afhankelijk van het weer en de lichtinval; bijvoorbeeld van kleur veranderend licht aan de muren.
Drie lichtinstallaties creëren variabele kleurstemmingen, daaronder de zogenaamde "Ganzfeldraum". In gesloten toestand verandert de sfeer in the skyspace waardoor het ruimte tot "Ganzfeldraum" verandert. James Turrell leende het begrip "Ganzfeld" uit het Duits om het fenomeen van het totale verlies van waarneming tijdens een whiteout te beschrijven.
Het boekbare programma begint 50 minuten voor zonsopgang of bij zonsondergang. De lichtvoorstellingen duren ongeveer 45 minuten, waarbij bezoekers aan de ene kant de Biberkopf-top en het dorp Bürstegg en aan de andere kant de Omeshorn kunnen zien.
Het project is ontworpen en gebouwd in samenwerking met bedrijven uit Vorarlberg (verlichtingstechniek: Zumtobel, architectuur: Baumschlager Eberle). De Skyspace Lech kostte ongeveer 1,5 miljoen euro.

## Fotogalerij

Blik naar het gat vanuit de Sensing room
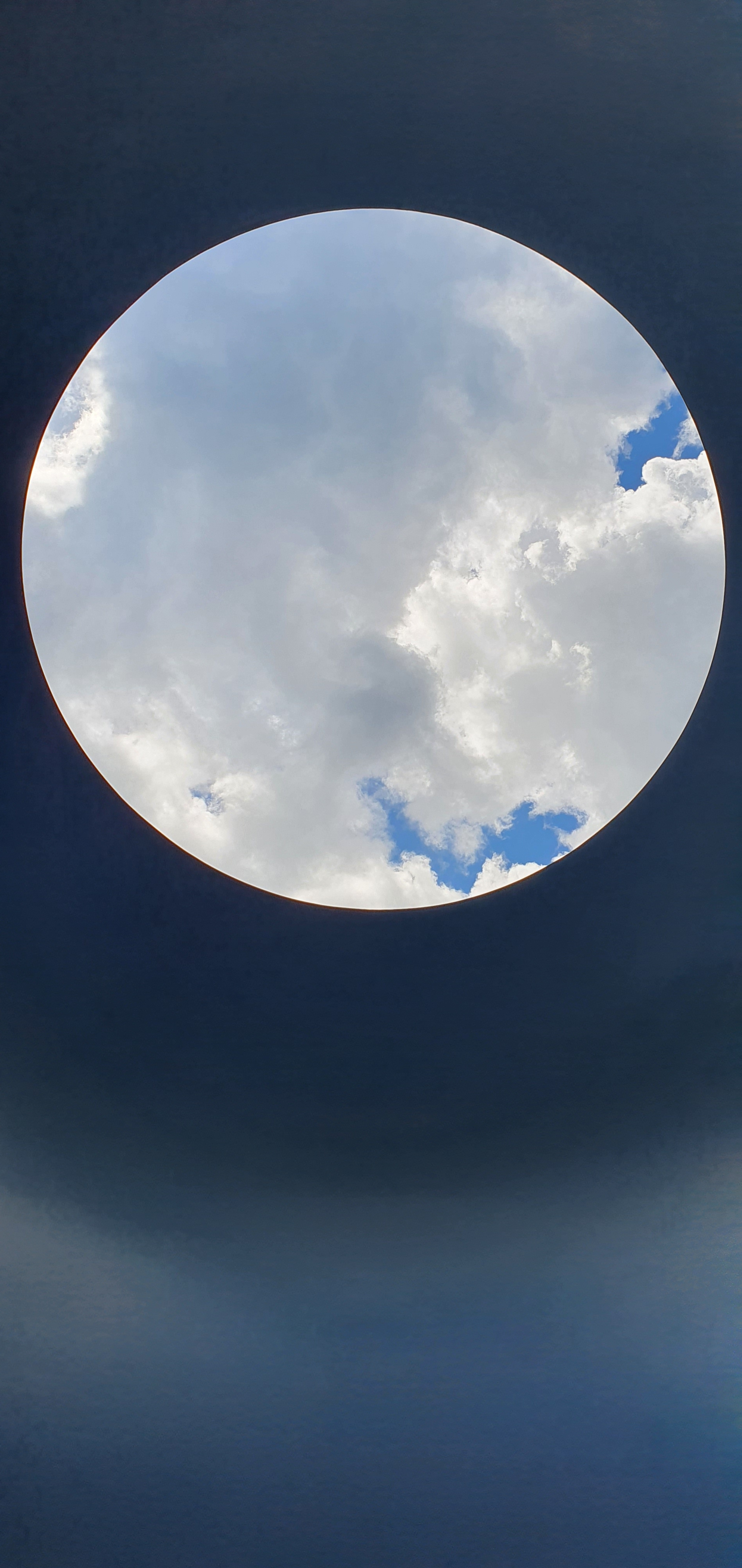
Hemel door het gat
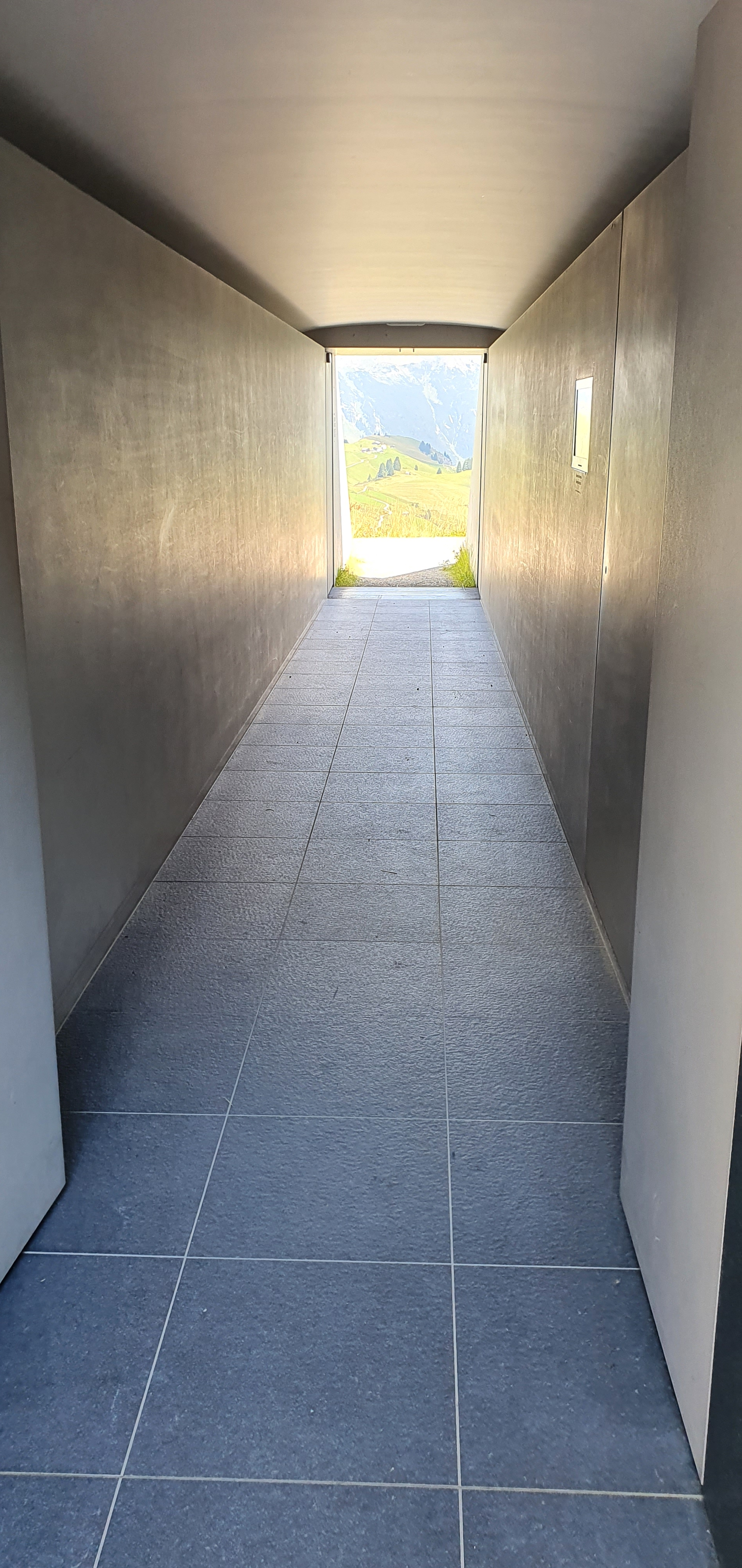
15 m lange tunnel van buiten naar de Sensing room